# Mixorthezia peruviana
Mixorthezia peruviana är en insektsart som beskrevs av Konczné Benedicty och Kozár in Kozár 2004. Mixorthezia peruviana ingår i släktet Mixorthezia och familjen vaxsköldlöss.
Artens utbredningsområde är Peru. Inga underarter finns listade i Catalogue of Life.